# Tukan förlag
Tukan förlag är ett svenskt bokförlag som ger ut illustrerade böcker för barn och vuxna. Förlaget grundades 2008 i Göteborg av Christian Bang-Melchior och är ett fristående förlag som inte tillhör någon av de stora koncernerna. Förlagets logotyp är en stiliserad tukanfågel i profil och syns på de utgivna böckernas rygg.
Tukan förlag har även ett imprint i form av Bokförlaget NoNa som ger ut skönlitteratur, biografier och memoarer.

## Författare utgivna av Tukan förlag
- Ferran Adrià
- Ulrika Davidsson
- Tonke Dragt
- Marlene Gustawson
- Anna Hallén
- Kenneth Hamberg
- Michel Jamais
- Manuela Kjeilen
- Ola Lauritzson
- Camilla Läckberg[2]
- Sue Mongredien
- Ingvar Rönde
- Amanda Schulman
- Hanna Widell
- Eleonora von Essen
- Yotam Ottolenghi
- Carol Vordeman
- Mikael Sol

## Författare utgivna av Bokförlaget NoNa
- Raine Gustafsson
- Linda Lovelace
- Mikey Walsh
- Conor Grennan
- Roger Moore
- Mark Owen
- Michelle Knight
- Ace Frehley
- James Bowen
- Erik Lewin